# Jenny Mezile
Jenny Mézile est une chorégraphe, scénographe et danseuse franco-haïtienne vivant entre la Côte d'Ivoire et la France. Elle est l’actuelle directrice du village  Ki Yi M'Bock, un village culturel situé en plein cœur de la ville d'Abidjan. Elle est aussi la fondatrice de la compagnie de danse « Les Pieds dans la mare » et l’initiatrice du festival Afrik Urbanarts.
L'art de Jenny Mézile consiste à dépeindre le quotidien, à aborder des problèmes sociaux et culturels, et à déconstruire les préjugés, notamment sur le continent africain. Elle a une approche artistique qualifiée par certaines personnalités d’« afro-futuriste ». Son travail permet également de favoriser le développement de la création contemporaine, de la diffusion des œuvres et à rendre la pratique artistique accessible aux plus démunis. Les élèves de Jenny Mézile la surnomment « Mémé »,,.

## Biographie

### Jeunesse et débuts
Jenny Mézile est née à Jérémie en Haïti. Elle est la benjamine d’une famille de 6 enfants et la nièce de Yanick Mezile, ancienne ministre à la Condition féminine et aux Droits des femmes (MCFDF) d’Haïti.
Pendant son enfance, elle fait ses études primaires à Jérémie, sa ville natale ; avant de rejoindre Port-au-Prince après son admission au Nouveau Collège Bird. Jenny Mezile démontre très tôt son faible pour l'art et la danse. Ce qui motive son frère, feu Pradel Mezile, chanteur vedette de Tonm-Tonm de Jérémie, à l’encadrer jusqu'à maturité. Elle est recrutée plus tard par Hertz Florvil, pour les besoins du groupe Loray.